# Хуже не бывает
«Хуже не бывает» (англ. Scorched) — фильм режиссёра Гэвина Грэзера.

## Сюжет
Три ограбления трёх разных банков в один день вряд ли кого-нибудь удивят. Также можно предположить ситуацию, когда один банк грабят три раза подряд. Но чтобы три грабителя-одиночки задумали ограбить один банк в один день… Положение — хуже не бывает…

## В ролях
| Актёр               | Роль                 |
| ------------------- | -------------------- |
| Алисия Сильверстоун | Шейла Рило           |
| Рэйчел Ли Кук       | Шмолли               |
| Вуди Харрельсон     | Джейсон «Вудс» Уолли |
| Джон Клиз           | Чарльз Мершан        |
| Дэвид Крамхолц      | Макс                 |
| Джошуа Леонард      | Рик                  |
| Маркус Томас        | Картер Доулмен       |
| Джеффри Тэмбор      | работник банка       |
| Гэвин Грэзер        | Cleatis              |
| Иван Сергей         | Марк                 |